# Alfonso Grassi (pittore)
Alfonso Grassi (Solofra, 3 giugno 1918 – Salerno, 7 febbraio 2002) è stato un pittore italiano.

## Biografia
Irpino di nascita, Alfonso Grassi è stato un artista figurativo.
Studiò all'Accademia delle Belle Arti a Napoli, diplomandosi nel 1940, avendo come maestri Vincenzo Gemito, Vincenzo Caprile, Vincenzo Irolli, Emilio Notte, Carlo Seviero, Paolo Vetri e Giuseppe Casciaro. Divenne "allievo" prediletto di Giorgio De Chirico e amico di Gregorio Sciltian e Pietro Annigoni.
Eseguì ritratti di grandi personalità, quali Papa Giovanni Paolo II, Giorgio De Chirico, l'allora Presidente della Repubblica Sandro Pertini, l'allora Presidente del Consiglio Giulio Andreotti, il principe e banchiere romano Alessandro Raffaele Torlonia, il Prefetto della Repubblica Mario Esposito, degli Arcivescovi di Salerno S.E. Monsignor Gerardo Pierro e S.E. Monsignor Guerino Grimaldi.
Qualche tempo dopo la morte del pittore, la figlia Raffaella ha creato a Salerno nei pressi di Piazza Portanova l'Accademia Internazionale D'Arte, Cultura e società Alfonso Grassi, i cui obbiettivi sono quelli di conoscere l'arte del padre e di sostenere gli artisti locali.

## Opere nei musei
- Galleria degli Uffizi a Firenze: Autoritratto (conservato in deposito).
- Museo Civico di Avellino: Intorno al focolare e Vecchio con pipa.
- Museo d'Arte MdAO di Avellino: Cavalli (1985).
- Pinacoteca provinciale irpina di Avellino: Miserie al sole (conservato in deposito), Collegiata di S. Michele in Solofra, Ritorno dalla caccia (conservato in deposito), Epistola difficile, Devoti in preghiera (1958), Vitelli (conservato in deposito), Vecchiaia serena (conservato in deposito).

### Opere di Enti Pubblici
Comune di Bari : Volto virile. 